# ロシア連邦保安庁アカデミー
ロシア連邦保安庁アカデミー（Академия Федеральной службы безопасности）は、ロシア連邦モスクワ市ミチュリンスキー通りに位置する、保安将校を養成する為のロシア連邦保安庁（英：Federal Security Service of the Russian Federation、略称：FSB）の教育機関（士官学校）。FSBだけではなく、ロシア対外情報庁（英語: Service of the External Reconnaissance of Russian Federation　略称：SVR）、ロシア連邦軍等の保安将校もここで教育を受ける。
前身は、1921年に設置されたチェーカー作戦要員訓練課程である。ソ連時代は、F.E.ジェルジンスキー名称KGB高等学校と称された。

## 歴史
| 年     | 月日    | 事跡                                                  |
| ------ | ------- | ----------------------------------------------------- |
| 1921年 | 1月25日 | チェーカー幹部会により、作戦要員訓練課程の設立決定    |
| 1921年 | 4月27日 | 1期生入校                                             |
| 1922年 | -       | 国家政治局（GPU）高等課程に改編。政治班と軍事班を開設 |
| 1929年 | 7月     | 内務機関職員再訓練学校に改編。実習生制度導入          |
| 1930年 | 5月29日 | 統合国家政治局（OGPU）中央学校に改編                  |
| 1937年 | -       | 大粛清により2年間で5人の学校長が粛清                  |
| 1952年 | 7月15日 | KGB高等学校に改編                                     |
| 1962年 | 8月2日  | F.E.ジェルジンスキー記念名称を与えられた              |
| 1992年 | 8月24日 | ロシア連邦保安庁アカデミーに改称                      |
| 1994年 |         | 取調学部に女性課程が開設（後に通訳学部のみに限定）    |

## 組織
10学部、7一般教養学部、46講座、5機能部署、14保障部署、科学研究センターが存在する。SIGINT関係の専門家の要請のために、暗号・通信・情報学研究所が別途に存在する。

## 歴代校長
| 代 | 氏名                   | 任期 |
| -- | ---------------------- | ---- |
|    | ウラジーミル・シュルツ |      |
|    | ワレンチン・ウラソフ   |      |

## 主な出身者
- ゲンナジー・ザイツェフ